# Lieja-Bastoña-Lieja 1991
La Lieja-Bastogne-Lieja 1991 fue la 77.ª edición de la clásica ciclista Lieja-Bastoña-Lieja. La carrera se disputó el domingo 21 de abril de 1991, sobre un recorrido de 267 km, y era la cuarta prueba de la Copa del Mundo de Ciclismo de 1991. 
El vencedor final fue el italiano Moreno Argentin (Ariostea), que se impuso a sus compañeros de escapada, el belga Claude Criquielion (Lotto), su compañero de equipo Rolf Sørensen y el español Miguel Induráin. El defensor del título llegó en quinta posición, a diez segundos del vencedor. 
Moreno Argentin conseguía la cuarta victoria en esta carrera, situándose detrás de Eddy Merckx, con cinco victorias, al frente de la Decana de las clásicas. Claude Criquielion subió al podio por tercera vez de la carrera, después de la segunda posición conseguida el 1985 y la tercera el 1987.

## Clasificación final
| Posición | Ciclista            | Equipo       | Tiempo   |
| -------- | ------------------- | ------------ | -------- |
| 1        | Moreno Argentin     | Ariostea     | 7h15'00" |
| 2        | Claude Criquielion  | Lotto        | s.t.     |
| 3        | Rolf Sørensen       | Ariostea     | s.t.     |
| 4        | Miguel Induráin     | Banesto      | s.t.     |
| 5        | Eric Van Lancker    | Panasonic    | a 10"    |
| 6        | Raúl Alcalá         | PDM          | s.t.     |
| 7        | Marino Lejarreta    | ONCE         | s.t.     |
| 8        | Stephen Roche       | Tonton Tapis | s.t.     |
| 9        | Edwig Van Hooydonck | Buckler      | a 2'30"  |
| 10       | Dirk De Wolf        | Tonton Tapis | a 2'36"  |